# 치아구 나시멘투 두스 산투스
치아구 나시멘투 두스 산투스(브라질 포르투갈어: Thiago Nascimento Dos Santos, 2000년 1월 4일~)는 브라질의 축구 선수이다.

## 참고 문헌
- “치아구 나시멘투 두스 산투스”. 《부천 FC 1995》. 부천에프씨1995.